# Village urbain
 (avril 2012).
Si vous disposez d'ouvrages ou d'articles de référence ou si vous connaissez des sites web de qualité traitant du thème abordé ici, merci de compléter l'article en donnant les références utiles à sa vérifiabilité et en les liant à la section « Notes et références ».

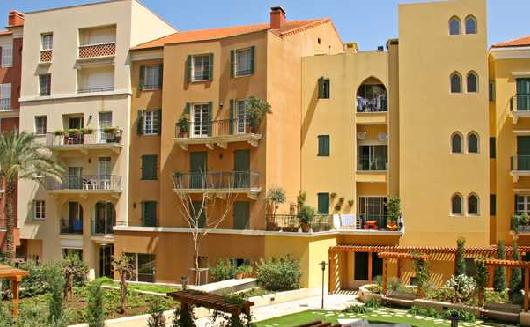
Le village de Saifi dans le centre-ville de Beyrouth.

Le concept de village urbain dérive en droite ligne de la notion de quartier défini en tant qu’unité géographique de planification urbaine. 
Le concept serait apparu pour la première fois, dans les années 1960, pour décrire un quartier de Boston habité par des immigrants italiens. 
Un village urbain a la taille d’un quartier (agrégat de quelques îlots) et se caractérise par la mixité de son occupation des sols (résidentielle, commerciale, espaces publics…) qui offre une diversité des types de logements ainsi qu’une variété d’infrastructures et des fonctions garantissant un brassage social et une forte interaction entre les résidents. 
Le principe de mixité de l’occupation des sols permet aux habitants d’accéder à un ensemble de fonctions et d’institutions dans un périmètre réduit. Concrètement, le village urbain se structure autour d’un core détenant l’occupation des sols la plus dense (des logements collectifs, des commerces, des bureaux…) et un ou des bâtiments symboliques pour la communauté (une école, une maison de quartier, une mairie annexe, un lieu de culte…). Autour de ce centre se greffent une ou deux couronnes dont l’utilisation des sols (logements, commerce, services…) devient de moins en moins intense à mesure que l’on s’éloigne du core, pour assurer une transition vers une zone périphérique peu dense (espaces verts, parcs, jardins individuels et collectifs). 
Le concept de village urbain implique également des notions de construction sociale du lieu. En effet, l’un des principes du village urbain est d’introduire une diversité fonctionnelle et une mixité de l’occupation des sols permettant à des individus socialement hétérogènes de vivre à proximité de leur lieu de travail, de consommation et de loisirs. Pour réduire les déplacements de l’individu en dehors de son quartier, le village urbain doit ainsi posséder une capacité de rétention importante.